# Tuyên truyền đen

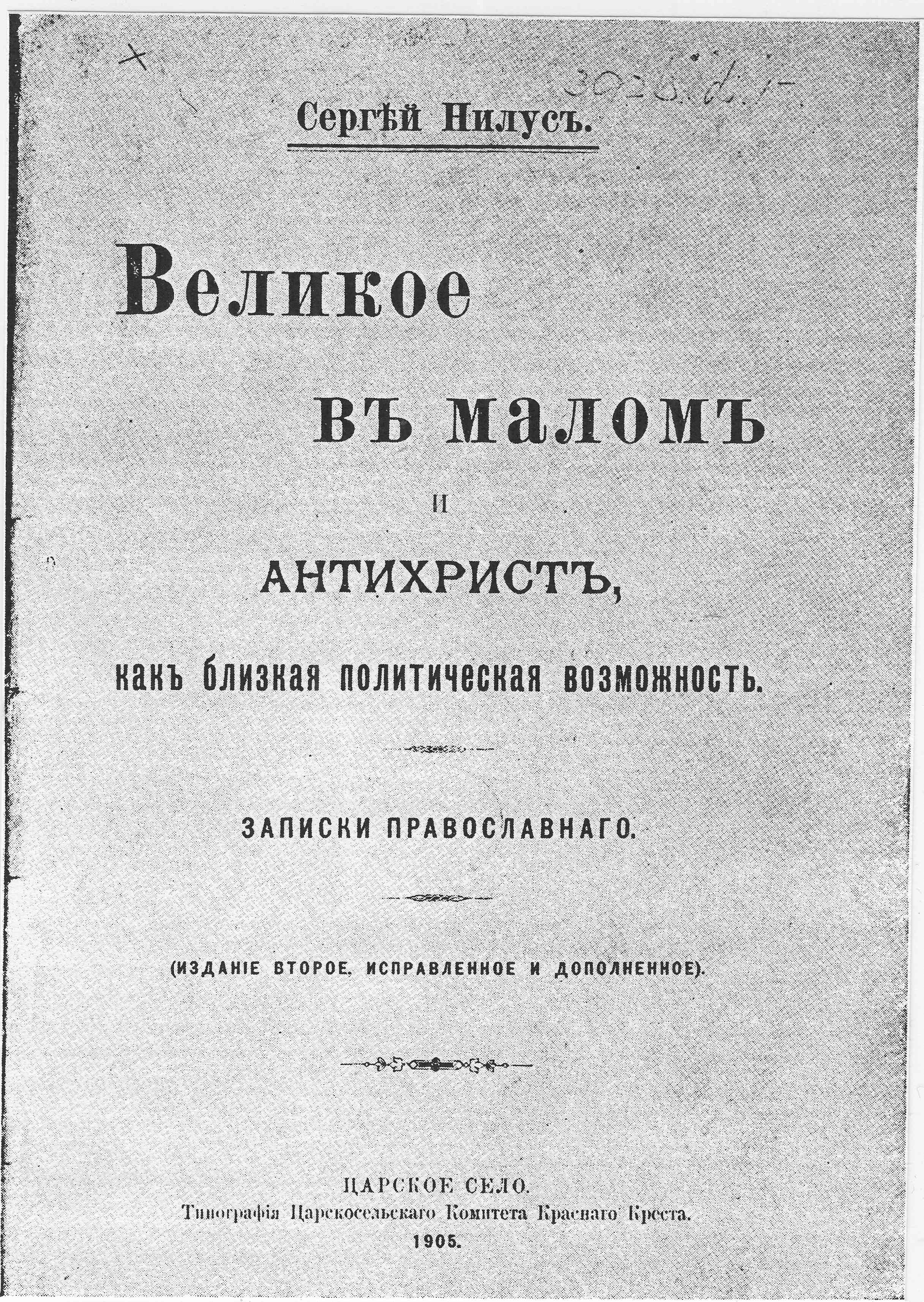
Các Nghị định thư của các bô lão Zion (1905) là một ví dụ về tuyên truyền đen. Nó được ngụy tạo như là được tạo ra bởi nhóm người mà người ta muốn hạ uy tín.

Tuyên truyền đen là một hình thức tuyên truyền nhằm tạo ra ấn tượng rằng nó được tạo ra bởi những người mà sự tuyên truyền muốn làm mất uy tín. Tuyên truyền đen tương phản với tuyên truyền xám (không xác định được nguồn gốc) và tuyên truyền trắng (không hề che giấu nguồn gốc). Tuyên truyền đen thường được sử dụng để phỉ báng hoặc làm xấu mặt đối phương bằng cách xuyên tạc.
Đặc điểm chính của tuyên truyền đen là người ta không nhận thức được rằng có ai đó đang ảnh hưởng đến họ, và không cảm thấy rằng họ đang bị đẩy theo một hướng nhất định.